# 200 mètres
Le 200 mètres est une épreuve d'athlétisme consistant à parcourir un demi-tour d'une piste d'athlétisme de 400 m. Il est couru au très haut niveau en moins de 20 secondes pour les hommes et moins de 22 secondes pour les femmes. Le record du monde masculin est détenu depuis le 20 août 2009 par le Jamaïcain Usain Bolt avec 19 s 19, tandis que l'Américaine Florence Griffith-Joyner détient depuis 1988 la meilleure performance féminine avec 21 s 34.

## Histoire de la distance
La plus ancienne et l'épreuve phare des jeux grecs antiques portait le nom de « stadion » (en latin stadium), qui pourrait être traduit par longueur de stade, environ 200 mètres (192 m à Olympie). Elle se courait en ligne droite, sans virage. Les jeux olympiques antiques n'étaient accessibles qu'aux hommes. D'autres jeux (comme les Héraia toujours à Olympie) étaient réservés aux femmes qui couraient alors elles aussi sur une longueur de stade.
Avant les années 1960, le 200 m était parfois couru en ligne droite aux États-Unis et dans d'autres pays comme la France. Depuis 1958, le 200 mètres doit être parcouru sur une piste de 400 mètres, ce qui implique de courir les cent premiers mètres en virage.

## Technique et spécificités

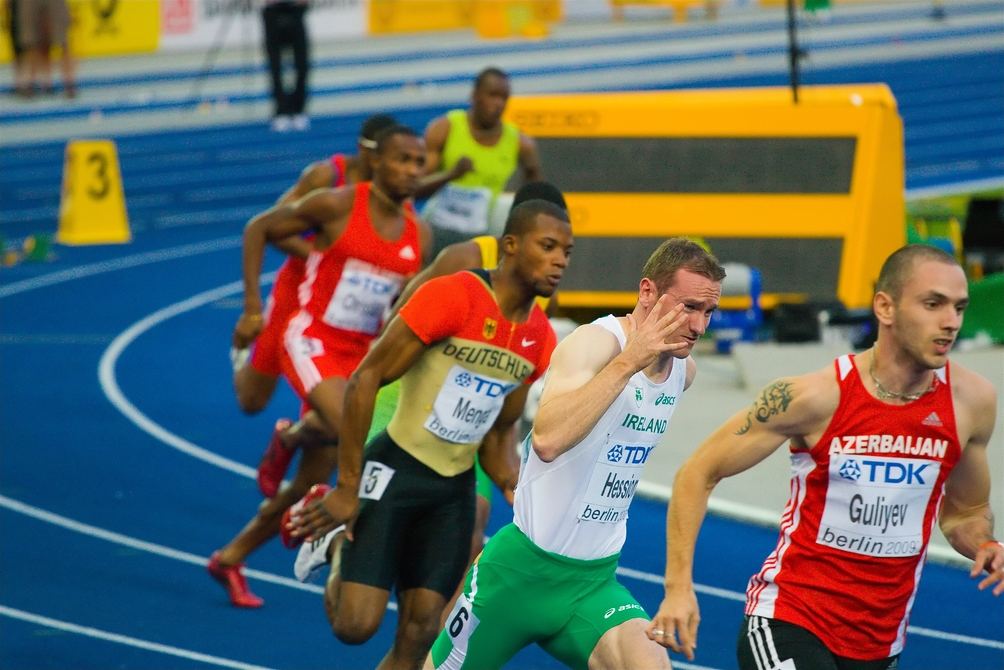
Une demi-finale du 200 mètres à Berlin en 2009

Le 200 m est une course beaucoup plus longue que le 100 m : de ce fait, certains points diffèrent de ce dernier. Cependant, le 200 m reste une discipline de vitesse qui compte un aspect technique supplémentaire avec le virage.
Le départ d'un 200 m est plus technique qu'il n'y paraît : le virage oblige le sprinteur à redresser ses épaules pour lutter contre la force centrifuge, mais il ne faut pas que ses épaules soit trop redressées sinon le sprinteur ne pourrait plus pousser, il est donc obligé de doser son effort et de sentir sa course. La force centrifuge s'appliquant plus sur les couloirs intérieurs que sur les couloirs extérieurs ; un sprinteur placé au couloir no 1 aura donc une course moins bonne que s'il était au centre, ce qui rend les demi-finales du 200 m des grands championnats plus intéressantes et plus dangereuses que celles du 100 m. Le départ est plus technique mais aussi plus prolongé que sur le cent mètres. Le sprinteur peut et doit pousser sur une durée plus longue pour deux raisons : la première est qu'il gaspille de l'énergie à lutter contre la force centrifuge, il lui faut donc plus de temps pour arriver à son amplitude de sprint ; la seconde est que la course est plus longue, donc si le sprinteur veut tenir la distance et ne pas s’effondrer sur la fin, il doit avoir une poussée plus longue pour retarder le moment où son accélération sera maximale.
Le virage change aussi de nombreuses choses dans la course qui doivent être prises en compte lors de la préparation : la plus importante est le placement du pied ; le virage oblige le coureur à lutter contre la force centrifuge, il gaspille donc de l'énergie dans la direction opposée à celle vers laquelle la force centrifuge le repousse, énergie qu'il ne peut donner qu'avec son pied. De ce fait, s'il veut avoir le même rendement, son temps d'appui au sol sera plus long ; son pied doit donc accélérer son mouvement, si bien que sa poussée ne sera jamais aussi parfaite qu'en ligne droite. Le virage oblige aussi le sprinteur à adapter sa musculature ; il doit être encore plus solide et gainé et ses appuis doivent l'être également. Le virage peut aussi être à l'origine de disqualifications : il est en effet possible que le sprinteur peu attentif morde sur le couloir d'à côté s'il est déporté par la force centrifuge ou a contrario s'il lui résiste trop.
Une fois le virage terminé, la fin de la course se joue dans la ligne droite où le sprinteur applique la même méthode que lors d'un 100 m. Il doit cependant faire attention de ne pas revenir trop sur la gauche à la sortie du virage, au risque de mordre dans le couloir intérieur.

## Les grandes figures de la distance
Le premier homme à passer sous la barre des 20 s sur l'épreuve est l'Américain Tommie Smith en 1968 (en altitude, à Mexico), réalisant le temps de 19 s 83.
Une autre grande figure du 200 m est l'Italien Pietro Mennea qui a réalisé 19 s 72 en 1979, sur le même stade. Son record du monde a tenu dix-sept ans, et il est toujours l'actuel record d'Europe de la distance.
Une troisième légende de l'athlétisme s'est illustrée sur 200 mètres, Michael Johnson, grande figure également du 400 mètres. L'athlète américain, surnommé « la Locomotive de Waco » a tout d'abord battu le record de la distance lors des sélections américaines pour les Jeux olympiques en 1996 avec 19 s 66. Ensuite, il a battu de façon spectaculaire le record à l'occasion des Jeux olympiques d'Atlanta en 1996 avec un temps de 19 s 32.
Le Jamaïcain Usain Bolt porta ce record à 19 s 30 en remportant le titre olympique des Jeux de Pékin en 2008, puis le porta à 19 s 19 le 20 août 2009 aux Championnats du monde de Berlin, après avoir établi également un nouveau record du monde du 100 mètres quelques jours auparavant, en 9 s 58. En 2011, il confirme sa domination sur la distance en réalisant à Daegu, le 4e chrono mondial de tous les temps, 19 s 40 (vent + 0,8 m/s), pour conserver son titre de champion du monde.
Chez les femmes, Florence Griffith-Joyner, détentrice du record du monde depuis 1988 avec 21 s 34, occupe une place primordiale dans le panthéon du 200 mètres. Dans les années 1990, Merlene Ottey (21 s 64) et Marion Jones (21 s 62) dominent la discipline. Dans les années 2000 et 2010, le niveau des performances baisse, néanmoins l'Américaine Allyson Felix se fait le plus remarquer avec 21 s 69 à Eugene au cours des sélections américaines pour les Jeux de 2012. 
Dans les années 2020, deux Jamaïcaines s’imposent : Elaine Thompson-Herah aux Jeux de Tokyo (21 s 53) en 2021 puis, en 2023, Shericka Jackson qui, avec 21 s 41, réalise la deuxième meilleure performance de tous les temps. 

## Performances

### Records

#### Records du monde

Évolution du record du 200 m masculin.

Le record du monde du 200 mètres est actuellement[Quand ?] détenu, pour les hommes, par le Jamaïcain Usain Bolt, avec un temps de 19 s 19, depuis le 20 août 2009, lors des championnats du monde d'athlétisme de Berlin.
Chez les femmes, le record, aujourd'hui contesté, est officiellement détenu par l'Américaine Florence Griffith-Joyner, en 21 s 34, depuis le 29 septembre 1988, lors de Jeux olympiques de Séoul.
Le chronométrage électrique est officiel depuis le 1er janvier 1975.

#### Records continentaux
| Continent                                                 | Hommes       | Hommes     | Hommes         | Hommes            | Femmes       | Femmes     | Femmes                   | Femmes            |
| Continent                                                 | Temps        | Vent (m/s) | Athlète        | Date              | Temps        | Vent (m/s) | Athlète                  | Date              |
| --------------------------------------------------------- | ------------ | ---------- | -------------- | ----------------- | ------------ | ---------- | ------------------------ | ----------------- |
| Afrique (records)                                         | 19 s 46      | +1,6       | Letsile Tebogo | 8 Août 2024       | 21 s 78      | +0,6       | Christine Mboma          | 9 septembre 2021  |
| Asie (records)                                            | 19 s 88      | +0,9       | Xie Zhenye     | 21 juillet 2019   | 22 s 01      | 0,0        | Li Xuemei                | 22 octobre 1997   |
| Europe (records, progression)                             | 19 s 72 (A)  | +1,8       | Pietro Mennea  | 12 septembre 1979 | 21 s 63      | +0,2       | Dafne Schippers          | 28 août 2015      |
| Amérique du Nord, Amérique centrale et Caraïbes (records) | 19 s 19 (WR) | -0,3       | Usain Bolt     | 20 août 2009      | 21 s 34 (WR) | +1,3       | Florence Griffith-Joyner | 29 septembre 1988 |
| Océanie (records)                                         | 20 s 04      | +1,5       | Gout Gout      | 7 décembre 2024   | 22 s 23      | +0,8       | Melinda Gainsford-Taylor | 13 juillet 1997   |
| Amérique du Sud (records)                                 | 19 s 81      | -0,3       | Alonso Edward  | 20 août 2009      | 22 s 47      | +1,4       | Vitória Cristina Rosa    | 19 juillet 2022   |

Légende
A : temps réalisé en haute altitude ; WR : record du monde

##### Piste courte
| Région           | Sexe | Temps   | Athlète                  | Nationalité | Date            | Lieu            |
| ---------------- | ---- | ------- | ------------------------ | ----------- | --------------- | --------------- |
| Monde            | M    | 19 s 92 | Frankie Fredericks       | Namibie     | 18 février 1996 | Liévin          |
| Monde            | F    | 21 s 87 | Merlene Ottey            | Jamaïque    | 13 février 1993 | Liévin          |
| Afrique          | M    | 19 s 92 | Frankie Fredericks       | Namibie     | 18 février 1996 | Liévin          |
| Afrique          | F    | 22 s 11 | Favour Ofili             | Nigeria     | 10 mars 2023    | Albuquerque     |
| Amérique du Nord | M    | 20 s 02 | Elijah Hall              | États-Unis  | 10 mars 2018    | College Station |
| Amérique du Nord | F    | 21 s 87 | Merlene Ottey            | Jamaïque    | 13 février 1993 | Liévin          |
| Amérique du Sud  | M    | 20 s 65 | Robson da Silva          | Brésil      | 26 février 1989 | Sindelfingen    |
| Amérique du Sud  | F    | 23 s 02 | Brenessa Thompson        | Guyana      | 26 janvier 2019 | Lubbock         |
| Asie             | M    | 20 s 63 | Koji Ito                 | Japon       | 5 mars 1999     | Maebashi        |
| Asie             | F    | 22 s 99 | Susanthika Jayasinghe    | Sri Lanka   | 9 mars 2001     | Lisbonne        |
| Europe           | M    | 20 s 25 | Linford Christie         | Royaume-Uni | 19 février 1995 | Liévin          |
| Europe           | F    | 22 s 10 | Irina Privalova          | Russie      | 19 février 1995 | Liévin          |
| Océanie          | M    | 20 s 71 | Damien Marsh             | Australie   | 14 mars 1993    | Toronto         |
| Océanie          | F    | 22 s 64 | Melinda Gainsford-Taylor | Australie   | 10 mars 1995    | Barcelone       |
| Océanie          | F    | 22 s 64 | Melinda Gainsford-Taylor | Australie   | 11 mars 1995    | Barcelone       |

### Records en compétition
| Continent             | Hommes  | Hommes        | Hommes   | Femmes  | Femmes                      | Femmes             |
| Continent             | Temps   | Athlète       | Nation   | Temps   | Athlète                     | Nation             |
| --------------------- | ------- | ------------- | -------- | ------- | --------------------------- | ------------------ |
| Jeux olympiques       | 19 s 30 | Usain Bolt    | Jamaïque | 21 s 34 | Florence Griffith-Joyner    | États-Unis         |
| Championnats du monde | 19 s 19 | Usain Bolt    | Jamaïque | 21 s 41 | Shericka Jackson            | Jamaïque           |
| Championnats d'Europe | 19 s 76 | Ramil Guliyev | Turquie  | 21 s 71 | Marita Koch Heike Drechsler | Allemagne de l'Est |

### Dix meilleures performances de tous les temps
| Temps | Temps   | Vent | Athlète         | Lieu      | Date              |
| ----- | ------- | ---- | --------------- | --------- | ----------------- |
| 1     | 19 s 19 | -0,3 | Usain Bolt      | Berlin    | 20 août 2009      |
| 2     | 19 s 26 | +0,7 | Yohan Blake     | Bruxelles | 16 septembre 2011 |
| 3     | 19 s 30 | -0,9 | Usain Bolt      | Pékin     | 20 août 2008      |
| 4     | 19 s 31 | +0,4 | Noah Lyles      | Eugene    | 21 juillet 2022   |
| 5     | 19 s 32 | +0,4 | Michael Johnson | Atlanta   | 1er août 1996     |
| 5     | 19 s 32 | +0,4 | Usain Bolt      | Londres   | 9 août 2012       |
| 7     | 19 s 40 | +0,8 | Usain Bolt      | Daegu     | 3 septembre 2011  |
| 8     | 19 s 44 | +0,4 | Yohan Blake     | Londres   | 9 août 2012       |
| 9     | 19 s 46 | +0,8 | Noah Lyles      | Monaco    | 10 août 2022      |
| 10    | 19 s 46 | +1,6 | Letsile Tebogo  | Paris     | août 2024         |

| Temps | Temps   | Vent | Athlète                  | Lieu      | Date              |
| ----- | ------- | ---- | ------------------------ | --------- | ----------------- |
| 1     | 21 s 34 | +1,3 | Florence Griffith-Joyner | Séoul     | 29 septembre 1988 |
| 2     | 21 s 41 | +0,1 | Shericka Jackson         | Budapest  | 25 août 2023      |
| 3     | 21 s 45 | +0,6 | Shericka Jackson         | Eugene    | 21 juillet 2022   |
| 4     | 21 s 48 | +0,2 | Shericka Jackson         | Bruxelles | 8 septembre 2023  |
| 5     | 21 s 53 | +0,8 | Elaine Thompson-Herah    | Tokyo     | 3 août 2021       |
| 6     | 21 s 55 | +0,0 | Shericka Jackson         | Kingston  | 26 juin 2022      |
| 7     | 21 s 56 | +1,7 | Florence Griffith-Joyner | Séoul     | 29 septembre 1988 |
| 8     | 21 s 57 | +0,3 | Shericka Jackson         | Eugene    | 17 septembre 2023 |
| 9     | 21 s 60 | -0,4 | Gabrielle Thomas         | Eugene    | 9 juillet 2023    |
| 10    | 21 s 61 | +1,3 | Gabrielle Thomas         | Eugene    | 6 juin 2021       |

### Athlètes les plus rapides
| Temps | Temps   | Vent | Athlète          | Lieu        | Date              |
| ----- | ------- | ---- | ---------------- | ----------- | ----------------- |
| 1     | 19 s 19 | −0,3 | Usain Bolt       | Berlin      | 20 août 2009      |
| 2     | 19 s 26 | +0,7 | Yohan Blake      | Bruxelles   | 16 septembre 2011 |
| 3     | 19 s 31 | +0,4 | Noah Lyles       | Eugene      | 21 juillet 2022   |
| 4     | 19 s 32 | -0,4 | Michael Johnson  | Atlanta     | 1er août 1996     |
| 5     | 19 s 46 | +1,6 | Letsile Tebogo   | Paris       | août 2024         |
| 6     | 19 s 49 | +1,4 | Erriyon Knighton | Baton Rouge | 30 avril 2022     |
| 7     | 19 s 53 | +0,7 | Walter Dix       | Bruxelles   | 16 septembre 2011 |
| 8     | 19 s 57 | +0,4 | Justin Gatlin    | Eugene      | 28 juin 2015      |
| 9     | 19 s 58 | +1,3 | Tyson Gay        | New York    | 30 mai 2009       |
| 10    | 19 s 59 | +0,5 | Kenneth Bednarek | Eugene      | 29 juin 2024      |

| Temps | Temps     | Vent | Athlète                  | Lieu            | Date              |
| ----- | --------- | ---- | ------------------------ | --------------- | ----------------- |
| 1     | 21 s 34   | +1,3 | Florence Griffith-Joyner | Séoul           | 29 septembre 1988 |
| 2     | 21 s 41   | +0,1 | Shericka Jackson         | Budapest        | 25 août 2023      |
| 3     | 21 s 53   | +0,8 | Elaine Thompson-Herah    | Tokyo           | 3 août 2021       |
| 4     | 21 s 60   | -0,4 | Gabrielle Thomas         | Eugene          | 9 juillet 2023    |
| 5     | 21 s 62 A | −0,6 | Marion Jones             | Johannesburg    | 11 septembre 1998 |
| 6     | 21 s 63   | +0,2 | Dafne Schippers          | Pékin           | 28 août 2015      |
| 7     | 21 s 64   | +0,8 | Merlene Ottey            | Bruxelles       | 13 septembre 1991 |
| 8     | 21 s 69   | +1,0 | Allyson Felix            | Eugene          | 30 juin 2012      |
| 9     | 21 s 71   | +0,7 | Marita Koch              | Karl-Marx-Stadt | 10 juin 1979      |
| 9     | 21 s 71   | +1,2 | Heike Drechsler          | Iéna            | 29 juin 1986      |

### Meilleures performances mondiales de l'année
Meilleures performances mondiales de l'année (MPMA) sur 200 m, en athlétisme, à partir de l'année 1964 en plein air.
Pour que la performance soit considérée comme MPMA, la vitesse du vent doit être inférieure ou égale à 2 m/s, sinon elle n'est pas homologuée. Cela est d'autant plus vrai pour un record du monde.
Toutes ces performances ont été homologuées par World Athletics.
| Année | Perf.                          | Vent                           | Athlète                        | Lieu                           | Date                           |
| 1964  | 20 s 36                        | -0,8                           | Henry Carr                     | Tokyo                          | 17 octobre 1964                |
| 1965  | aucune performance répertoriée | aucune performance répertoriée | aucune performance répertoriée | aucune performance répertoriée | aucune performance répertoriée |
| 1966  | aucune performance répertoriée | aucune performance répertoriée | aucune performance répertoriée | aucune performance répertoriée | aucune performance répertoriée |
| 1967  | 20 s 14 A                      | 0,9                            | Tommie Smith                   | Provo                          | 17 juin 1967                   |
| 1968  | 19 s 83 A                      | 0,9                            | Tommie Smith                   | Mexico                         | 16 octobre 1968                |
| 1969  | 20 s 0 A                       | 0,4                            | John Carlos                    | South Lake Tahoe               | 12 septembre 1969              |
| 1970  | 20 s 2                         |                                | John Carlos                    | Melbourne                      | 17 mars 1970                   |
| 1971  | 19 s 86 A                      | 1,0                            | Don Quarrie                    | Cali                           | 3 août 1971                    |
| 1972  | 20 s 00                        | 0,0                            | Valeriy Borzov                 | Munich                         | 4 septembre 1972               |
| 1973  | 20 s 33                        | 0,0                            | Steve Williams                 | Bakersfield                    | 16 juin 1973                   |
| 1974  | 20 s 06                        | 0,4                            | Don Quarrie                    | Zurich                         | 16 août 1974                   |
| 1975  | 20 s 12                        | 2,0                            | Don Quarrie                    | Eugene                         | 21 juin 1975                   |
| 1976  | 20 s 10                        | 1,7                            | Millard Hampton                | Eugene                         | 22 juin 1976                   |
| 1977  | 20 s 08                        | 0,1                            | Silvio Leonard                 | Guadalajara                    | 12 août 1977                   |
| 1978  | 20 s 03                        | 1,6                            | Clancy Edwards                 | Westwood                       | 29 avril 1978                  |
| 1979  | 19 s 72 A                      | 1,8                            | Pietro Mennea                  | Mexico                         | 12 septembre 1979              |
| 1980  | 19 s 96                        | 0,0                            | Pietro Mennea                  | Barletta                       | 17 août 1980                   |
| 1981  | 20 s 20                        | 1,4                            | James Sanford                  | Westwood                       | 10 mai 1981                    |
| 1982  | 20 s 15 A                      | 0,3                            | Mike Miller                    | Provo                          | 2 juin 1982                    |
| 1983  | 19 s 75                        | 1,5                            | Carl Lewis                     | Indianapolis                   | 19 juin 1983                   |
| 1984  | 19 s 80                        | -0,9                           | Carl Lewis                     | Los Angeles                    | 8 août 1984                    |
| 1985  | 20 s 07                        | 1,5                            | Lorenzo Daniel                 | Starkville                     | 18 mai 1985                    |
| 1986  | 20 s 12                        | 0,6                            | Floyd Heard                    | Moscou                         | 7 juillet 1986                 |
| 1987  | 19 s 92                        | 1,3                            | Carl Lewis                     | Madrid                         | 4 juin 1987                    |
| 1988  | 19 s 75                        | 1,7                            | Joe DeLoach                    | Séoul                          | 28 septembre 1988              |
| 1989  | 19 s 96                        | 0,4                            | Robson da Silva                | Bruxelles                      | 25 août 1989                   |
| 1990  | 19 s 85                        | 0,4                            | Michael Johnson                | Édimbourg                      | 6 juillet 1990                 |
| 1991  | 19 s 88                        | -0,9                           | Michael Johnson                | Barcelone                      | 20 septembre 1991              |
| 1992  | 19 s 73                        | -0,2                           | Michael Marsh                  | Barcelone                      | 5 août 1992                    |
| 1993  | 19 s 85                        | 0,3                            | Frank Fredericks               | Stuttgart                      | 20 août 1993                   |
| 1994  | 19 s 87 A                      | 0,0                            | John Regis                     | Sestrières                     | 31 juillet 1994                |
| 1995  | 19 s 79                        | 0,5                            | Michael Johnson                | Göteborg                       | 11 août 1995                   |
| 1996  | 19 s 32                        | 0,4                            | Michael Johnson                | Atlanta                        | 1er août 1996                  |
| 1997  | 19 s 77                        | 0,7                            | Ato Boldon                     | Stuttgart                      | 13 juillet 1997                |
| 1998  | 19 s 88                        | 0,4                            | Ato Boldon                     | Athènes                        | 17 juin 1998                   |
| 1999  | 19 s 84                        | 1,7                            | Francis Obikwelu               | Séville                        | 25 août 1999                   |
| 2000  | 19 s 71 A                      | 1,8                            | Michael Johnson                | Pietersburg                    | 18 mars 2000                   |
| 2001  | 19 s 88                        | 0,1                            | Joshua J. Johnson              | Bruxelles                      | 24 août 2001                   |
| 2002  | 19 s 85                        | 0,0                            | Shawn Crawford                 | Pretoria                       | 12 avril 2002                  |
| 2002  | 19 s 85                        | -0,5                           | Konstadínos Kedéris            | Munich                         | 9 août 2002                    |
| 2003  | 20 s 01                        | 0,8                            | Bernard Williams               | Rome                           | 11 juillet 2003                |
| 2004  | 19 s 79                        | 1,2                            | Shawn Crawford                 | Athènes                        | 26 août 2004                   |
| 2005  | 19 s 89                        | 1,8                            | Wallace Spearmon               | Londres                        | 22 juillet 2005                |
| 2006  | 19 s 63                        | 0,4                            | Xavier Carter                  | Lausanne                       | 11 juillet 2007                |
| 2007  | 19 s 62                        | -0,3                           | Tyson Gay                      | Indianapolis                   | 24 juin 2007                   |
| 2008  | 19 s 30                        | -0,9                           | Usain Bolt                     | Pékin                          | 20 août 2008                   |
| 2009  | 19 s 19                        | -0,3                           | Usain Bolt                     | Berlin                         | 20 août 2009                   |
| 2010  | 19 s 56                        | -0,8                           | Usain Bolt                     | Kingston                       | 1er mai 2010                   |
| 2011  | 19 s 26                        | 0,7                            | Yohan Blake                    | Bruxelles                      | 16 septembre 2011              |
| 2012  | 19 s 32                        | 0,4                            | Usain Bolt                     | Londres                        | 9 août 2012                    |
| 2013  | 19 s 66                        | 0,0                            | Usain Bolt                     | Moscou                         | 17 août 2013                   |
| 2014  | 19 s 68                        | -0,5                           | Justin Gatlin                  | Monaco                         | 18 juillet 2014                |
| 2015  | 19 s 55                        | -0,1                           | Usain Bolt                     | Pékin                          | 27 août 2015                   |
| 2016  | 19 s 74                        | +1,4                           | LaShawn Merritt                | Eugene                         | 8 juillet 2016                 |
| 2017  | 19 s 77                        | 0                              | Isaac Makwala                  | Madrid                         | 14 juillet 2017                |
| 2018  | 19 s 65                        | +0,9                           | Noah Lyles                     | Monaco                         | 20 juillet 2018                |
| 2019  | 19 s 50                        | -0,1                           | Noah Lyles                     | Lausanne                       | 5 juillet 2019                 |
| 2020  | 19 s 76                        | +0,7                           | Noah Lyles                     | Monaco                         | 14 août 2020                   |
| 2021  | 19 s 52                        | +1,5                           | Noah Lyles                     | Eugene                         | 21 août 2021                   |
| 2022  | 19 s 31                        | +0,4                           | Noah Lyles                     | Eugene                         | 21 juillet 2022                |
| 2023  | 19 s 47                        | +1,6                           | Noah Lyles                     | Londres                        | 23 juillet 2023                |

| Année | Temps   | Vent | Athlète                                  | Lieu            | Date                       |
| ----- | ------- | ---- | ---------------------------------------- | --------------- | -------------------------- |
| 1970  | 22 s 62 |      | Chi Cheng                                | Munich          | 12 juillet 1970            |
| 1971  | 22 s 67 |      | Renate Meissner                          |                 |                            |
| 1972  | 22 s 40 |      | Renate Stecher                           | Munich          | 7 septembre 1972           |
| 1973  | 22 s 38 |      | Renate Stecher                           | Dresde          | 21 juillet 1973            |
| 1974  | 22 s 21 |      | Irena Szewińska                          | Potsdam         | 13 juin 1974               |
| 1975  | 22 s 44 |      | Renate Stecher                           | Potsdam         | 10 août 1975               |
| 1976  | 22 s 37 |      | Bärbel Eckert                            | Montréal        | 28 juillet 1976            |
| 1977  | 22 s 37 |      | Irena Szewińska                          | Zurich          | 24 août 1977               |
| 1978  | 22 s 06 |      | Marita Koch                              | Erfurt          | 28 mai 1978                |
| 1979  | 21 s 71 |      | Marita Koch                              | Karl-Marx-Stadt | 10 juin 1979               |
| 1980  | 22 s 01 |      | Bärbel Eckert                            | Cottbus         | 18 juillet 1980            |
| 1981  | 21 s 84 |      | Evelyn Ashford                           | Bruxelles       | 28 août 1981               |
| 1982  | 21 s 76 |      | Marita Koch                              | Dresde          | 3 juillet 1982             |
| 1983  | 21 s 82 |      | Marita Koch                              | Karl-Marx-Stadt | 18 juin 1983               |
| 1984  | 21 s 71 |      | Marita Koch                              | Potsdam         | 21 juin 1984               |
| 1985  | 21 s 78 |      | Marita Koch                              | Leipzig         | 11 août 1985               |
| 1986  | 21 s 71 |      | Heike Drechsler                          | Iéna            | 29 juin 1986               |
| 1987  | 21 s 74 |      | Silke Gladisch                           | Rome            | 3 septembre 1987           |
| 1988  | 21 s 34 |      | Florence Griffith Joyner                 | Séoul           | 29 septembre 1988          |
| 1989  | 22 s 04 |      | Dawn Sowell                              | Provo           | 2 juin 1989                |
| 1990  | 21 s 66 |      | Merlene Ottey                            | Zurich          | 15 août 1990               |
| 1991  | 21 s 64 |      | Merlene Ottey                            | Bruxelles       | 13 septembre 1991          |
| 1992  | 21 s 72 |      | Gwen Torrence                            | Barcelone       | 5 août 1992                |
| 1993  | 21 s 77 |      | Merlene Ottey                            | Monaco          | 7 août 1993                |
| 1994  | 21 s 85 |      | Gwen Torrence                            | Durham          | 12 août 1994               |
| 1995  | 21 s 77 |      | Gwen Torrence                            | Cologne         | 18 août 1995               |
| 1996  | 22 s 07 |      | Marie-José Pérec Mary Onyali             | Atlanta Zurich  | 1er août 1996 14 août 1996 |
| 1997  | 21 s 76 |      | Marion Jones                             | Zurich          | 13 août 1997               |
| 1998  | 21 s 62 |      | Marion Jones                             | Johannesburg    | 11 septembre 1998          |
| 1999  | 21 s 77 |      | Inger Miller                             | Séville         | 27 août 1999               |
| 2000  | 21 s 94 |      | Marion Jones                             | Sacramento      | 23 juillet 2000            |
| 2001  | 22 s 39 |      | LaTasha Jenkins Debbie Ferguson-McKenzie | Eugene Edmonton | 23 juin 2001 9 août 2001   |
| 2002  | 22 s 20 |      | Debbie Ferguson-McKenzie                 | Manchester      | 29 juillet 2002            |
| 2003  | 22 s 11 |      | Allyson Felix                            | Mexico          | 3 mai 2003                 |
| 2004  | 22 s 05 | 0,8  | Veronica Campbell-Brown                  | Athènes         | 25 août 2004               |
| 2005  | 22 s 13 | 0,3  | Allyson Felix                            | Carson          | 26 juin 2005               |
| 2006  | 22 s 00 | 1,3  | Sherone Simpson                          | Kingston        | 25 juin 2006               |
| 2007  | 21 s 81 | 1,7  | Allyson Felix                            | Osaka           | 31 août 2008               |
| 2008  | 21 s 74 | 0,6  | Veronica Campbell-Brown                  | Pékin           | 21 août 2008               |
| 2009  | 21 s 88 | 1,3  | Allyson Felix                            | Stockholm       | 31 juillet 2009            |
| 2010  | 21 s 98 | 1,4  | Veronica Campbell-Brown                  | New York        | 12 juin 2010               |
| 2011  | 22 s 15 | 1,0  | Shalonda Solomon                         | Eugene          | 26 juin 2011               |
| 2012  | 21 s 69 | 1,0  | Allyson Felix                            | Eugene          | 30 juin 2012               |
| 2013  | 22 s 13 | 1,0  | Shelly-Ann Fraser-Pryce                  | Kingston        | 23 juin 2013               |
| 2014  | 22 s 02 | 0,1  | Allyson Felix                            | Bruxelles       | 5 septembre 2014           |
| 2015  | 21 s 63 | 0,2  | Dafne Schippers                          | Pékin           | 28 août 2015               |
| 2016  | 21 s 78 | -0,1 | Elaine Thompson                          | Rio de Janeiro  | 17 août 2016               |
| 2017  | 21 s 77 | +1,5 | Tori Bowie                               | Eugene          | 27 mai 2017                |
| 2018  | 21 s 89 | +0,2 | Dina Asher-Smith                         | Berlin          | 11 août 2018               |
| 2019  | 21 s 74 | -0,4 | Shaunae Miller-Uibo                      | Zurich          | 29 août 2019               |
| 2020  | 21 s 98 | +2,0 | Shaunae Miller-Uibo                      | Clermont        | 25 juillet 2020            |
| 2021  | 21 s 53 | +0,8 | Elaine Thompson                          | Tokyo           | 3 août 2021                |
| 2022  | 21 s 45 | +0,6 | Shericka Jackson                         | Eugene          | 21 juillet 2022            |
| 2023  | 21 s 41 | +0,1 | Shericka Jackson                         | Budapest        | 25 août 2023               |

## Palmarès olympique et mondial
| Compétition   | Hommes                | Femmes                   |
| ------------- | --------------------- | ------------------------ |
| Jeux 1900     | Walter Tewksbury      |                          |
| Jeux 1904     | Archie Hahn           |                          |
| Jeux 1908     | Robert Kerr           |                          |
| Jeux 1912     | Ralph Craig           |                          |
| Jeux 1920     | Allen Woodring        |                          |
| Jeux 1924     | Jackson Scholz        |                          |
| Jeux 1928     | Percy Williams        |                          |
| Jeux 1932     | Eddie Tolan           |                          |
| Jeux 1936     | Jesse Owens           |                          |
| Jeux 1948     | Mel Patton            | Fanny Blankers-Koen      |
| Jeux 1952     | Andy Stanfield        | Marjorie Jackson         |
| Jeux 1956     | Bobby Morrow          | Betty Cuthbert           |
| Jeux 1960     | Livio Berruti         | Wilma Rudolph            |
| Jeux 1964     | Henry Carr            | Edith McGuire            |
| Jeux 1968     | Tommie Smith          | Irena Szewińska          |
| Jeux 1972     | Valeriy Borzov        | Renate Stecher           |
| Jeux 1976     | Don Quarrie           | Bärbel Eckert            |
| Jeux 1980     | Pietro Mennea         | Bärbel Wöckel            |
| Mondiaux 1983 | Calvin Smith          | Marita Koch              |
| Jeux 1984     | Carl Lewis            | Valerie Brisco-Hooks     |
| Mondiaux 1987 | Calvin Smith          | Silke Gladisch           |
| Jeux 1988     | Joe DeLoach           | Florence Griffith-Joyner |
| Mondiaux 1991 | Michael Johnson       | Katrin Krabbe            |
| Jeux 1992     | Michael Marsh         | Gwen Torrence            |
| Mondiaux 1993 | Frank Fredericks      | Merlene Ottey            |
| Mondiaux 1995 | Michael Johnson       | Merlene Ottey            |
| Jeux 1996     | Michael Johnson       | Marie-José Pérec         |
| Mondiaux 1997 | Ato Boldon            | Zhanna Pintusevich-Block |
| Mondiaux 1999 | Maurice Greene        | Inger Miller             |
| Jeux 2000     | Konstantínos Kentéris | Pauline Davis-Thompson   |
| Mondiaux 2001 | Konstantínos Kentéris | Debbie Ferguson          |
| Mondiaux 2003 | John Capel            | Anastasiya Kapachinskaya |
| Jeux 2004     | Shawn Crawford        | Veronica Campbell        |
| Mondiaux 2005 | Justin Gatlin         | Allyson Felix            |
| Mondiaux 2007 | Tyson Gay             | Allyson Felix            |
| Jeux 2008     | Usain Bolt            | Veronica Campbell        |
| Mondiaux 2009 | Usain Bolt            | Allyson Felix            |
| Mondiaux 2011 | Usain Bolt            | Veronica Campbell        |
| Jeux 2012     | Usain Bolt            | Allyson Felix            |
| Mondiaux 2013 | Usain Bolt            | Shelly-Ann Fraser        |
| Mondiaux 2015 | Usain Bolt            | Dafne Schippers          |
| Jeux 2016     | Usain Bolt            | Elaine Thompson          |
| Mondiaux 2017 | Ramil Guliyev         | Dafne Schippers          |
| Mondiaux 2019 | Noah Lyles            | Dina Asher-Smith         |
| Jeux 2020     | Andre De Grasse       | Elaine Thompson          |
| Mondiaux 2022 | Noah Lyles            | Shericka Jackson         |
| Mondiaux 2023 | Noah Lyles            | Shericka Jackson         |
| Jeux 2024     | Letsile Tebogo        | Gabrielle Thomas         |

## Déclinaisons du200 mètres

### 4 ×200 mètres
Cette épreuve consiste en la succession de relais pour quatre athlètes qui doivent chacun parcourir une distance avoisinant les 200 mètres et se transmettre un témoin (sous forme de bâton cylindrique). Le coureur qui va recevoir le témoin prend son élan dans une zone d’élan, la transmission du témoin se passe dans une zone de transmission de 20 mètres. Si le passage du témoin est réalisé avant ou après cette zone, l'entièreté du relais est disqualifiée à la suite de la course. Bien qu'elle ait un caractère officiel et que l'établissement de records sur cette épreuve soit dûment reconnu par l'IAAF et par les fédérations concernées, ce relais est assez rarement disputé, sauf au sein des universités américaines. Ce relais n'est disputé ni pendant les Jeux olympiques ni pendant les Championnats du monde d'athlétisme.

### 200 mètresen salle
Il s'agit d'une course de 200 mètres en salle mais avec des virages beaucoup plus courbés car l'anneau de la piste d'athlétisme fait 200 mètres en salle contre 400 mètres dans un stade en plein air. Les sprinteurs réalisent alors un tour de piste complet contre seulement la moitié en course d'extérieur. Pour des raisons pratiques ou de dimensions, de nombreuses épreuves olympiques ne sont pas disputées en salle et n'ont pas d'équivalence. Ainsi, le 200 mètres a été disputé en championnats internationaux jusqu'en 2005 puis supprimé pour des raisons d'inégalité de réussite en fonction des couloirs, la courbe des couloirs intérieurs étant très difficile à négocier. Il reste malgré tout toujours disputé aux championnats de France.

### 150 mètres
Le 150 mètres n'est pas une distance officielle mais elle se court lors d’événements, souvent en zone urbaine. Il n'y a ni statistiques officielles ni record officiel. Toutefois, parmi les 150 mètres célèbres figurent celui opposant Donovan Bailey et Michael Johnson. Après une très grande campagne publicitaire, à laquelle Johnson participe, se déclarant « l'homme le plus rapide du monde », il est décidé d'organiser une rencontre entre Johnson et Donovan Bailey, afin de départager les deux hommes. Le Texan conteste en effet ce titre à Bailey bien que ce dernier possède la plus haute vitesse jamais atteinte par l'homme : 43,5 km/h. L'événement se tient, sous l'œil des caméras de télévisions, le 1er juin, à Toronto, au Rogers Centre (rebaptisé depuis SkyDome), sur une distance de 150 m (75 m de virage et 75 m de ligne droite). Le vainqueur de la course empochera le montant de 1,5 million de dollars. Pendant la course, les deux hommes sont à égalité jusqu'à la sortie de virage, où Johnson abandonne sur blessure, laissant le champ libre à Bailey qui gagne facilement la course. Une autre course de 150 mètres connue pris place le 17 mai 2009 où Bolt s'aligne lors d'une course exhibition disputée en ligne droite dans les rues de Manchester. Il signe en 14 s 35 le meilleur temps jamais réalisé sur la distance.

### 200 mètreshandisport
Le 200 mètres handisport est une des épreuves d'athlétisme handisport. Elle se court en fauteuil ou debout. Peuvent y participer les amputés inférieurs comme supérieurs, les Infirmes Moteurs Cérébraux (IMC) debout ou en fauteuil, les déficients visuels ou auditifs et les athlètes en fauteuil roulant (paraplégiques, tétraplégiques). Des catégories sont constituées selon le handicap des athlètes.
Aux Jeux paralympiques de Pékin, la Française Assia El Hannouni remporte la médaille d'or du 200 mètres, avec un nouveau record du monde de la discipline en 24 s 84.